# Alcaraz
Alcaraz es un municipio y localidad española de la provincia de Albacete, en la comunidad autónoma de Castilla-La Mancha. El término municipal, que cuenta con una población de 1304 habitantes (INE 2024), incluye las pedanías de Canaleja, El Cepillo, Escondite, Escorial, El Horcajo, La Hoz, El Jardín, La Mesta, Salinas de Pinilla (antiguo Real Salero de Pinilla) y Solanilla. La localidad de Alcaraz se halla al pie de la serranía homónima en el extremo septentrional de esta, en la falda este del cerro llamado de San Cristóbal.  Es la cabeza de partido de la comarca. 

## Geografía
Situado en el sureste de la península ibérica, está integrado en la comarca de Sierra de Alcaraz, de la que ejerce de capital, se sitúa a 80 km de Albacete. El término municipal está atravesado por la carretera nacional N-322, entre los pK 247-248, 272-284 y 303-320, por las carreteras autonómicas CM-412, que se dirige hacia Villanueva de los Infantes y Riópar, CM-3208, que conecta con Povedilla, CM-3216, que conecta con Vianos, y otras carreteras locales que se dirigen hacia Viveros y Peñascosa. 
El relieve del municipio está definido por las estribaciones orientales del Campo de Montiel, la sierra del Relumbrar al oeste, que supera los 1100 m  de altitud, el valle del río Guadalmena al sur, que nace en el territorio por la unión del río de El Escorial y el río del Horcajo, y por la sierra de Alcaraz al este y sureste. La altitud del municipio oscila entre los 1744 m en un exclave en plena sierra de Alcaraz y los 740 m a orillas del río Guadalmena. La ciudad se alza a 940 m sobre el nivel del mar. 

### Límites municipales
| Noroeste: El Bonillo                                                              | Norte: Viveros y Robledo    | Nordeste: Robledo           |
| Oeste: Povedilla y Villanueva de la Fuente (Ciudad Real)                          |                             | Este: Peñascosa             |
| Suroeste: Bienservida, Montiel (exclave) (Ciudad Real) y Albaladejo (Ciudad Real) | Sur: Villapalacios y Vianos | Sureste: Paterna del Madera |

Cuenta con varios exclaves: 
- Exclave de El Jardín: limita con Lezuza, Casas de Lázaro, Masegoso, Robledo y El Bonillo. Por este exclave discurre el río de El Jardín.
- Exclave de Los Chovales: limita con Paterna del Madera, Bogarra y Molinicos. Se sitúa en plena sierra de Alcaraz, con una altitud máxima de 1245 metros.
- Exclave de la Sierra de Alcaraz: limita con Vianos, Bogarra (exclave), Riópar, Villaverde de Guadalimar, Bienservida y Salobre. Se sitúa en la zona más elevada de la sierra de Alcaraz, y allí se encuentra el puerto de las Crucetas.
- Exclave de la Dehesa de Peláez: limita con Bienservida, Villarrodrigo, Montiel y Torres de Albanchez (exclave).

### Hidrografía
Alcaraz tiene la peculiaridad de encontrarse en cuatro cuencas hidrográficas (Guadalquivir, Guadiana, Júcar y Segura), siendo uno de los pocos lugares de la geografía española con esta singularidad, constituyendo así uno de los puntos del divortium aquarum peninsulares.
- Cuenca hidrográfica del Guadalquivir; el río principal de Alcaraz es el Guadalmena (al sur de la población), conocido durante el califato por autores como Xams al-Din o Abu-l-Fida, como "Alto Guadalquivir" (en árabe: الوادي الكبير عالية‎), está formado por la unión del Río de la Mesta y el río de El Escorial, en el paraje de Los Batanes. A este tributa el río del Horcajo (que a su vez recibe la afluencia de los arroyos de Cortes y del Piojo, al norte de la población). El río Guadalmena es afluente del río Guadalimar, y este a su vez afluente del río Guadalquivir. Hay que tener en cuenta que una de las tesis geográficas del nacimiento del Guadalquivir sitúan aquí dicho nacimiento, concretamente una de las teorías históricamente planteadas indica que el río Guadalimar-Guadalmena es, geológicamente hablando, el río tectónico y originario, que corre por una falla y da lugar al valle principal.
- Cuenca hidrográfica del Guadiana; la aldea del Cepillo y los caseríos de Casa de la Mueda, Cortijo de Panyagua y las Salinas de Pinilla están en el curso más alto de la cuenca hidrográfica del Guadiana, siendo el arroyo del Cepillo y sobre todo el río Pinilla (o Guadiana Viejo), las fuentes del nacimiento del Guadiana inmediatamente antes de extenderse en las lagunas de Ruidera.
- Cuenca hidrográfica del Júcar; en la pedanía del Jardín, la más importante de Alcaraz, está el río de su mismo nombre, que tributa al acuífero del río endorreico Don Juan en los Llanos de Albacete y que rebosa en el canal de María Cristina de la capital; este acaba por desembocar en el Júcar a la altura de la localidad de Valdeganga, en la comarca de la Manchuela.
- Cuenca hidrográfica del Segura; los parajes de la Dehesa de la Solana de Riópar, que pertenecen a Alcaraz, están en esta cuenca. Aquí nace el arroyo de las Crucetas, que tributa en el arroyo Salado, que a su vez tributa en el río Mundo, principal afluente del Segura.

### Sierra de Alcaraz
La sierra de Alcaraz forma parte de la cordilleras Béticas, que son un conjunto de sistemas montañosos que se extienden por el sur de la península ibérica, desde el golfo de Cádiz hasta Alicante y se subdivide en las cordilleras Prebética, Subbética y Penibética. Dentro de estas divisiones, la sierra de Alcaraz forma parte de la cordillera Prebética.
Su pico más alto es el pico Almenara, de 1796 metros, y el segundo pico más importante es el pico de la Sarga, de 1769 metros.

### Paraje de Los Batanes
Ubicación de la antigua población originaria, se lo conocía en la Edad Media con el nombre de Alcaraz Viejo. También es el lugar donde se ubicaba la antigua ciudad íbera de Urcesa. Lugar de bataneo de los tejidos que configuraban la antigua industria textil medieval alcaraceña, adopta pues por esta razón su actual topónimo.
Actualmente es una microreserva natural a 3 km del núcleo urbano, en la carretera de La Mesta. Bajo escarpados riscos confluyen el río de la Mesta y el río de El Escorial, dando lugar al río Guadalmena en una cascada llamada “Salto del Caballo”. En las paredes de estos tajos hay cuevas con pinturas rupestres que datan del Neolítico y ha sido a lo largo de los tiempos la cantera de piedra caliza que ha nutrido las construcciones monumentales de la población. Los Batanes destacan por tener una flora y fauna de mucho valor ecológico, destacando, entre otras, la planta insectívora Pinguicula mundi, conocida comúnmente como “grasilla".
Los restos arqueológicos aquí existentes son evidentes a simple vista. No han sido nunca excavados de forma legal por ninguna institución, lo que no ha impedido el continuo saqueo de los mismos. En el Museo Arqueológico de Albacete hay algunas piezas originarias de este paraje.

## Historia

### Prehistoria

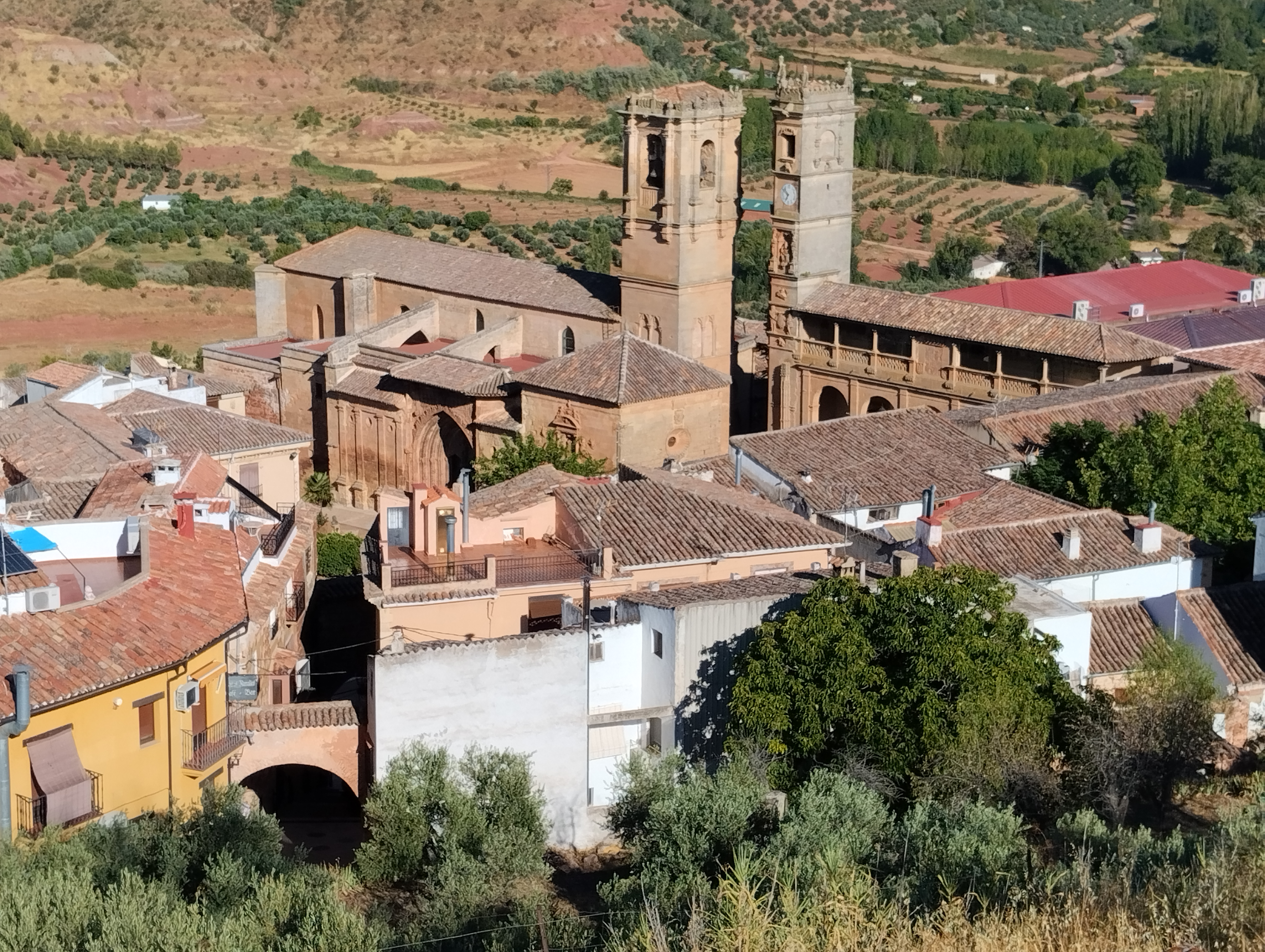
Panorámica de las torres de Alcaraz desde el entorno del cementerio

En cuevas o salientes al sudeste de la ciudad, en la confluencia de los ríos de La Mesta y Escorial, a unos 3 km del actual núcleo urbano, hay restos de pinturas neolíticas que evidencian la temprana ocupación humana de estos parajes. Muy cerca de este lugar, en lo alto de un cerro, hay unas evidentes ruinas de lo que pudo ser un gran núcleo de población, actualmente no excavado ni estudiado. Hay estudiosos que sitúan aquí la ciudad íbera de Urcesa.

### Antigüedad y Edad Media
De la época romana es el puente del Canto así como la vía que sobre él transitaba y que viene desde la antigua Mentesa Oretana (actual Villanueva de la Fuente) en dirección al Alcaraz Viejo (actual paraje de Los Batanes) donde se encuentran restos evidentes de una antigua población bastante saqueados y muy poco estudiados.
En el Museo Arqueológico de Albacete se encuentran algunas piezas expuestas, originarias de este lugar.
Alcaraz viejo se encontraba en el centro geográfico de la provincia de Orospeda. Posiblemente se le conocía con el nombre de Castaom o Castam. De este Alcaraz Viejo hay referencias en numerosos documentos medievales, y podría haber sido un reducto mozárabe bastante tardío.
Se conservan en la iglesia arciprestal de la Santísima Trinidad y Santa María unas estelas funerarias visigodas en piedra magníficamente conservadas. También existe un jarrón litúrgico ricamente labrado, que se conserva en el Museo Arqueológico Nacional en Madrid con el número de inventario 61745, presentado en la exposición "Los caminos de la Luz" en Albacete el 19 de diciembre de 2000.
En el siglo XII ya aparece citada Alcaraz con su ubicación actual, existiendo indicios de que se empezó a construir en época califal por los siglos X y XI. Parece ser que recibió el nombre por encontrarse en la sierra así llamada y no al contrario como pudiera pensarse, pues hay conocimiento de la existencia anterior del topónimo Sierra de Alcaraz, en árabe: الكرز الجبل, 'sierra de los cerezos'. En esta época comienzan a cobrar fama las alfombras y telares de Alcaraz.
El tesoro de Canaleja, hallado en esta pedanía, es de época califal y está compuesto por numerosas monedas de plata.
En 1212 tiene lugar la batalla de Las Navas de Tolosa, y tras esta victoria cristiana, el rey castellano Alfonso VIII se dirige a la fortaleza de Alcaraz, y tras un azaroso asedio, conquista la plaza y entra en ella el 23 de mayo de 1213 por la puerta de Granada junto al Obispo de Toledo Ximénez de Rada. La población estaba gobernada por Aben Hamet, que tras su rendición y los acuerdos de la misma, fue escoltado por las tropas castellanas hasta Jaén.
A partir de esta fecha, serán los castellanos quienes hostiguen a los musulmanes, y se van repoblando los territorios vecinos, desde la fortaleza de Alcaraz, formándose el poderoso y extenso Alfoz de Alcaraz. Al mismo tiempo, se procede a la organización del concejo alcaraceño y se le dota de un fuero basado en el Fuero de Cuenca.
En la década de los treinta del siglo XIII, las tropas de la Orden de Santiago empezaron a incorporar varias villas de la actual sierra de Segura, en la frontera norte del emirato murciano y del Campo de Montiel, al sur de La Mancha. A esta presión militar le siguieron una serie de campañas bélicas; a la conquista de Chinchilla de Monte-Aragón en 1242 le siguió un fuerte avance por las estribaciones segureñas.
En el Tratado de Alcaraz (1243) entre los representantes de Ibn Hud al-Dawla, el emir de Murcia, y de Fernando III el Santo, se determinaba la entrada de tropas castellanas en los principales castillos murcianos.
Alfonso X el Sabio concede en 1256 a Alcaraz un nuevo fuero, donde le daba al concejo el control de su territorio. Con este fuero refuerza la autoridad real en los concejos y se interpone entre estos y los grandes señores feudales. De las prolongadas estancias del monarca y su corte en Alcaraz, según Juan Torres Fontes, da fe una de sus Cantigas, El niño de Alcaraz.
En julio de 1379 la villa envía procuradores a las Cortes de Burgos a instancia de nuevo rey de Castilla Juan I, recién fallecido Enrique II de Trastámara, su padre. El mismo monarca, organizando la defensa del reino frente a las pretensiones del duque de Lancaster, convoca las Cortes de Segovia de 1386, donde vuelven a hacer acto de presencia, junto al resto de representantes de las ciudades castellanas, los procuradores del territorio de Alcaraz.
Alcaraz recibe el título de ciudad en el año 1429 por concesión de Juan II. Su situación geográfica es estratégica y justifica los intentos de los nobles de apoderarse de la ciudad en los siglos XIV y XV.
Punto digno de resaltar es la profunda convicción de autonomía en las gentes de Alcaraz. Fue este el afán que impulsó al concejo a perderse en una lucha sin fin contra los intereses de la Orden de Santiago, y mantenerse firme ante las pretensiones de anexión del marqués de Villena y dirigir en 1444 un orgulloso alegato al príncipe don Enrique en petición de que la ciudad no fuese cedida. Sin embargo, no pudieron evitar que el rey entregara la fortaleza al marqués de Villena, hecho que se produjo en 1470. Cinco años después, en marzo de 1475, los habitantes de Alcaraz se levantan en armas contra el marqués, siendo la primera ciudad de Castilla en posicionarse en favor de los Reyes Católicos en su lucha por el trono contra Juana la Beltraneja apoyada por el marquesado de Villena.
Cada una de las partes mandó un ejército a estas tierras, venciendo los Reyes Católicos. Años después estos autorizaban al derribo de las murallas y de la fortaleza para que no fuese jamás cedida a noble alguno. Se firmó en 1480 la capitulación de Diego López Pacheco y Portocarrero que hizo que Alcaraz recobrase sus aldeas: El Bonillo, Munera y Lezuza. No pudo con Villarrobledo pues esta obtuvo el título de villa en recompensa a su fidelidad.
Los Reyes Católicos le conceden el título de Muy Noble y Muy Leal, visitando la reina Isabel la ciudad en el año 1495. 
En el mes de marzo de 1475 los vecinos de Alcaraz tomaron las armas y cercaron la fortaleza, dominada por los hombres del marqués... El rey envía un ejército de 500 caballeros y 300 peones al mando del maestre de Santiago, así como 500 lanzas. Por su parte el marqués reunió un ejército de 2000 lanzas y 4000 peones. Las tropas reales sitian el castillo, pero son sitiadas a su vez por las del marqués... llegan refuerzos reales y la fortaleza es tomada para la corona de los Reyes Católicos.
El día 10 de mayo el alcázar se entregaba al magnífico señor don Rodrigo Manrique, Maestre de la cavallería de Santiago, y al dicho señor Adelantado Pedro Fajardo, y al Obispo de Ávila, que en el cerco de la dicha fortaleza avían estado y estaban al servicio de los dichos señores Reyes.

### Edad Moderna

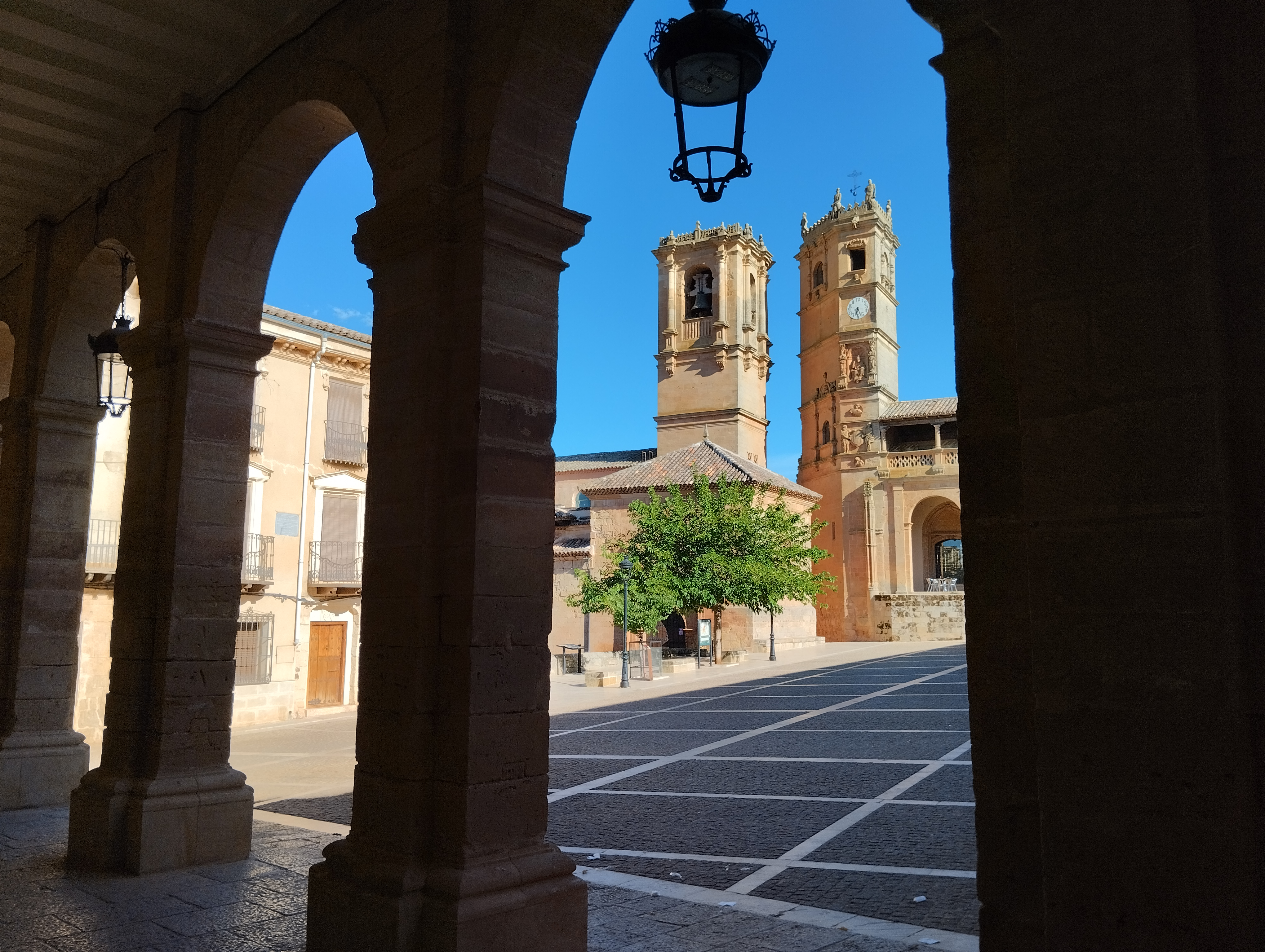
Plaza de Alcaraz

#### La época de los Reyes Católicos
A principios del siglo XVI Alcaraz goza de numerosos privilegios otorgados por los Reyes Católicos. Destaca en esta época la construcción de la actual plaza Mayor. Igualmente es de destacar el nacimiento en Alcaraz del arquitecto renacentista Andrés de Vandelvira.
En esta época, en la actual provincia de Albacete solo había dos poblaciones con más de 1000 vecinos: Alcaraz y Albacete. No obstante esta importancia, fue inevitable que Alcaraz fuera perdiendo progresivamente varias de sus poblaciones: Peñas de San Pedro (1537), El Bonillo (1538), Munera (1548), Lezuza (1553), Barrax (1564), Ayna (1565), Bogarra (1573) y El Ballestero (1694).

#### El conflicto comunero
Durante la Guerra de las Comunidades la ciudad de Alcaraz se mantuvo leal al rey e hizo caso omiso a los mensajeros que Toledo envío reclamándoles apoyo. Eso sí, sus vecinos e inclusos sus regidores se opusieron a que el corregidor Francisco de Mendoza impusiese sobrecargas tributarias para mandar tropas y pertrechos al ejército realista que combatía a los rebeldes en Castilla. Por otro lado, envío a la localidad de Peñas de San Pedro dos regidores acompañados de un pequeño contingente con el fin de evitar allí una inminente sublevación comunera, regresando aquellos a Alcaraz una semana después. El temor a un levantamiento dentro de la propia urbe llevó a que a inicios de septiembre de 1520 el procurador síndico pidiese al concejo de la ciudad que se tomasen medidas de seguridad, tales como reparar los muros y recoger en un lugar seguro del Ayuntamiento las armas que estaban en poder de particulares.
Por lo demás, consta que el Corregidor pudo finalmente recaudar la imposición extraordinaria citada, reforzando así las huestes realistas del prior de San Juan (que combatía a las fuerzas comuneras en el reino de Toledo desde comienzos de 1521) con 100 caballeros y 500 peones. 
A la vuelta del rey Carlos I en 1522, Alcaraz intentaría sacar partido de su lealtad en el conflicto haciendo una serie de peticiones acerca del reconocimiento de ciertos privilegios dados por los Reyes Católicos, como eran la celebración de dos ferias anuales y un mercado franco semanal, entre otros, así como una antigua costumbre de poder enviar procuradores a la Cortes de Castilla. Estos pedidos, a excepción del último, y junto con la exención de pagar la contribución extraordinaria de 1518, fueron cumplidos por Carlos I, pero las crecientes dificultades financieras de la Corona les quitaron en ciertos casos utilidad práctica.

#### Isabel de Portugal, señora de Alcaraz
En 1526, Carlos I entrega una rica dote de bodas a su esposa Isabel de Portugal. Entre estas rentas están las de la ciudad de Alcaraz y como complemento también las de la cercana villa de Albacete. Así reconocía el concejo a Isabel como señora de Alcaraz.

#### Reinado de los Austrias
Durante el reinado de los Austrias, y más tarde con los Borbones, Alcaraz contó con una de las grandes circunscripciones político-administrativas del país, lo que fue el llamado Corregimiento de la ciudad de Alcaraz.

### Edad Contemporánea

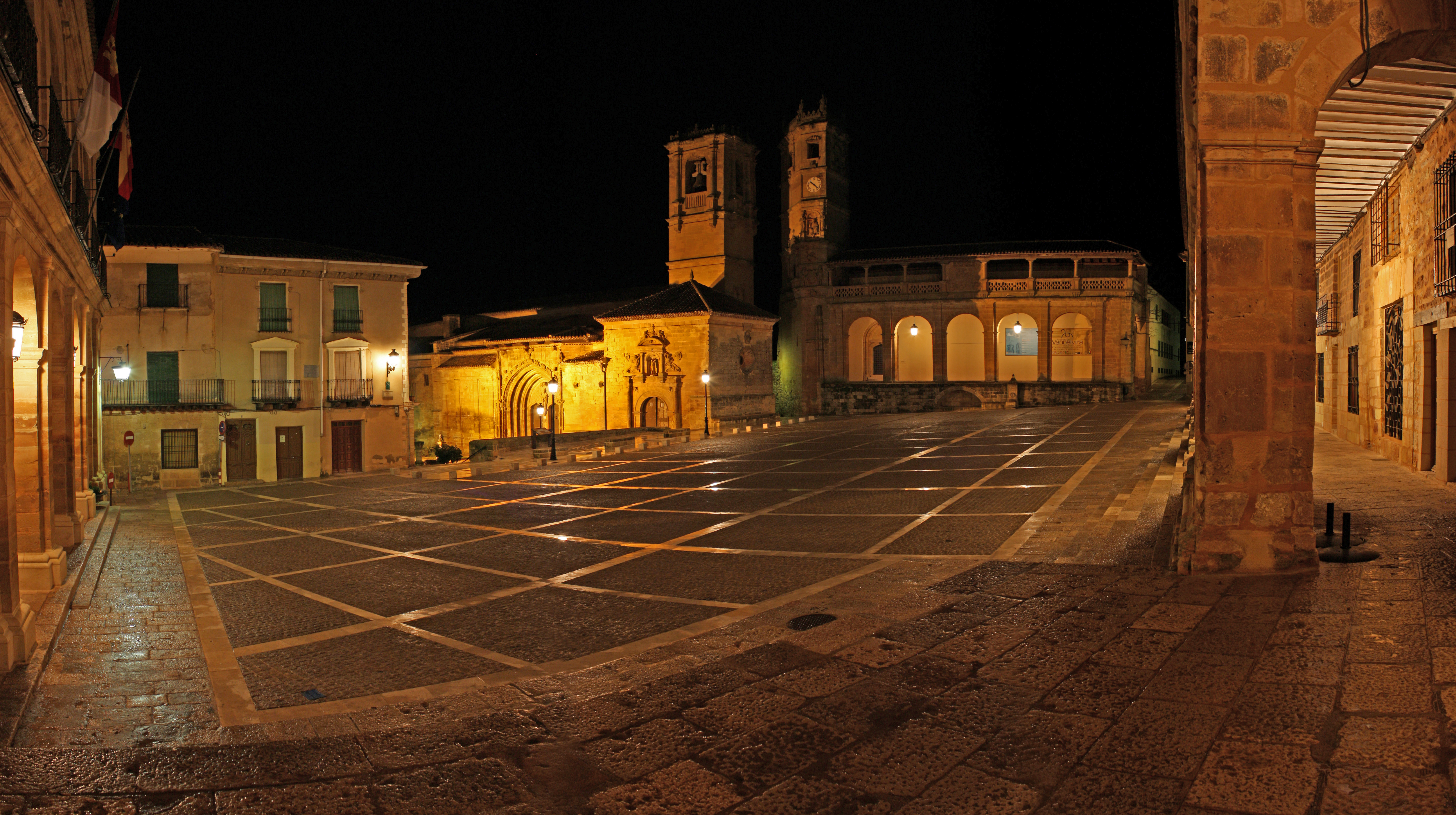
Sector oriental de la plaza Mayor de Alcaraz

En el siglo XIX Alcaraz fue partícipe dentro del foco de resistencia durante la invasión francesa, siendo en 1812 sede, tras un período inicial en Elche de la Sierra y antes de su definitiva ubicación en Ciudad Real, de la edición del semanario Gaceta de Junta Superior de la Mancha, así como capital provisional de la antigua provincia de La Mancha en rebeldía contra el invasor francés y cuartel general de un batallón de seis compañías del Regimiento de Infantería "Murcia 42" perteneciente al Tercer Ejército (15 de agosto a 5 de diciembre de 1812). Por su parte el gobierno afrancesado de José Bonaparte, a imagen de los modos territoriales franceses, estableció la Prefectura de La Mancha dividida en dos Subprefecturas; la de Ciudad Real y la de Alcaraz.
A partir de 1833 y tras la creación de la nueva provincia de Albacete, Alcaraz deja de poseer esa elevada importancia que hasta entonces había tenido, conservando como único privilegio el mantenimiento de la cabecera de partido judicial, que todavía hoy ostenta.

## Geografía humana

### Demografía
Cuenta con una población de 1304 habitantes (INE 2024).
| Gráfica de evolución demográfica de Alcaraz entre 1842 y 2021 |
| |
| Población de derecho según los censos de población del INE Población de hecho según los censos de población del INEEntre el censo de 1857 y el anterior, disminuye el término del municipio porque independiza a 02038 (La Herrera), 02059 (Peñascosa) y 02062 (Povedilla) |

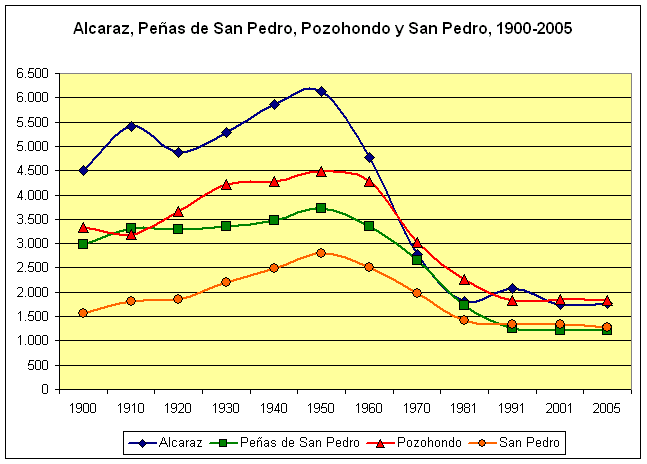
Evolución demográfica comparada de Alcaraz (en azul) con Peñas de San Pedro, Pozohondo y San Pedro.

Como en la mayoría de pueblos del sur de la provincia de Albacete, la población creció significativamente en la primera mitad de siglo XX, hasta alcanzar su máximo en 1950, y luego disminuyó de forma muy acentuada, hasta la década de 1980. Desde entonces, con ligeros altibajos, la población se mantiene estable, por lo general sin alcanzar los 2000 habitantes.

### Comunicaciones
El tramo de la carretera nacional N-322 de Albacete a Bailén comunica por carretera a Alcaraz con la capital de su provincia. También estuvo unida a la capital provincial por el ferrocarril Albacete-Linares ahora desmantelado (la parte andaluza no se terminó).

## Administración
Alcaraz es la sede del Juzgado de Primera Instancia e Instrucción Único de Alcaraz, que a su vez tiene las funciones de Registro Civil.
Es la cabeza del partido judicial n.º 2 de la provincia de Albacete, que incluye las localidades de Alcaraz, El Ballestero, Bienservida, Bogarra, Casas de Lázaro, Cotillas, Masegoso, Paterna del Madera, Peñascosa, Povedilla, Riópar, Robledo, Salobre, Vianos, Villapalacios, Villaverde de Guadalimar y Viveros.
| Periodo   | Nombre                            | Partido |
| --------- | --------------------------------- | ------- |
| 1979-1983 | Juan Castro Serrano               | PSOE    |
| 1983-1987 | Juan Castro Serrano               | PSOE    |
| 1987-1991 | Juan Francisco Fernández Jiménez  | PSOE    |
| 1991-1995 | Juan Francisco Fernández Jiménez  | PSOE    |
| 1995-1999 | Juan Francisco Fernández Jiménez  | PSOE    |
| 1999-2003 | Francisco Guillermo García García | PP      |
| 2003-2007 | Vicenta Rozalén Martínez          | PSOE    |
| 2007-2011 | Vicenta Rozalén Martínez          | PSOE    |
| 2011-2015 | Lourdes Cano Carrasco             | PP      |
| 2015-2019 | Pedro Jesús Valero Montoya        | PSOE    |
| 2019-2023 | Pedro Jesús Valero Montoya        | PSOE    |
| 2023-act. | Pedro Jesús Valero Montoya        | PSOE    |

## Servicios públicos
Alcaraz es sede de un parque de bomberos de zona del SEPEI Albacete.

## Patrimonio

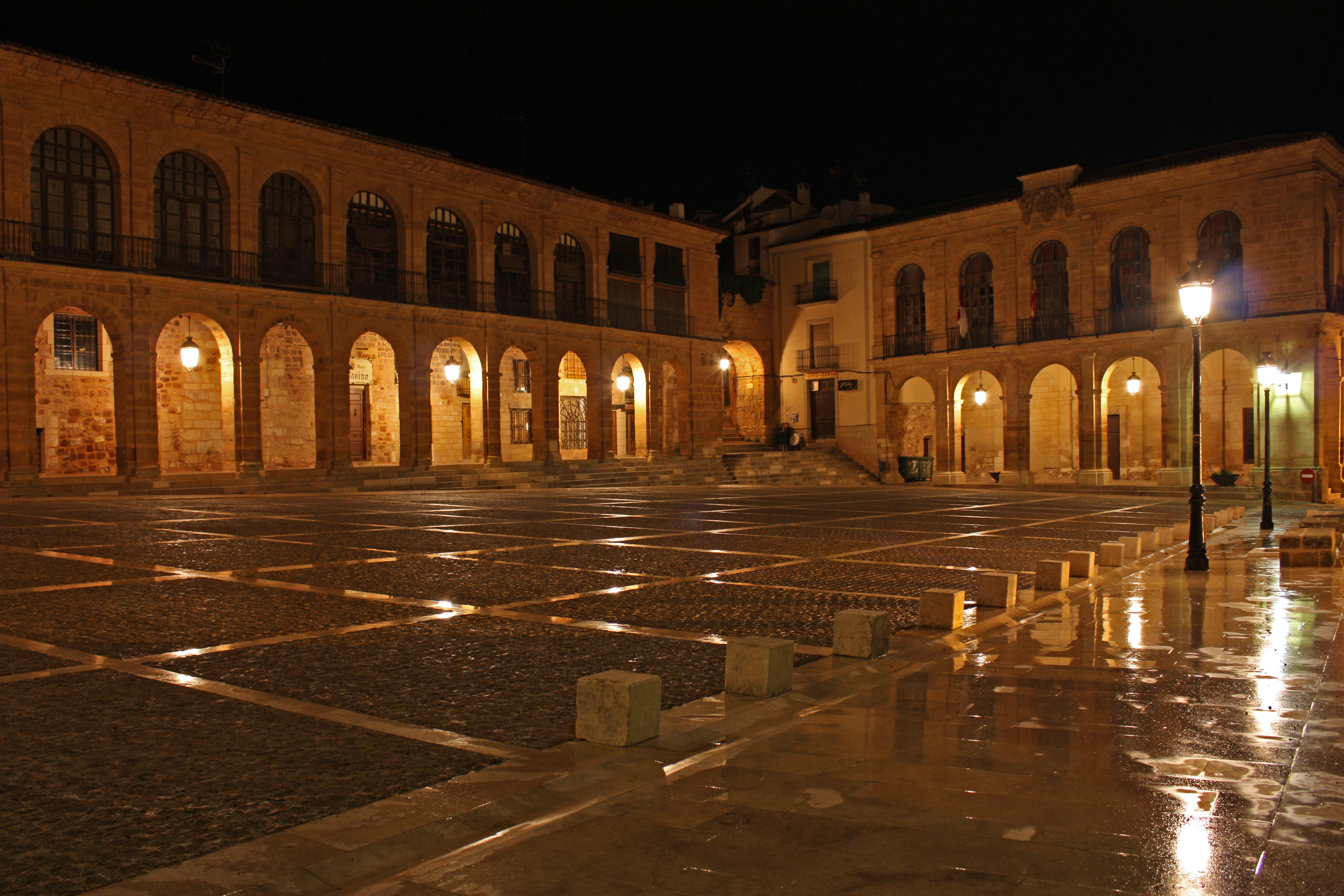
Sector noroeste de la plaza Mayor de Alcaraz

Son monumentos de este conjunto la plaza Mayor, la Portada del Alhorí, la iglesia de la Trinidad, la Casa del Inquisidor, la Antigua Casa de Justicia, la calle Mayor, la Casa de Galiano (o de Pedro Vandelvira), la iglesia de San Miguel, el convento de Santa María Magdalena, el convento de San Francisco, los alrededores de la iglesia arciprestal, y las ruinas del acueducto y del alcázar.

### Plaza Mayor

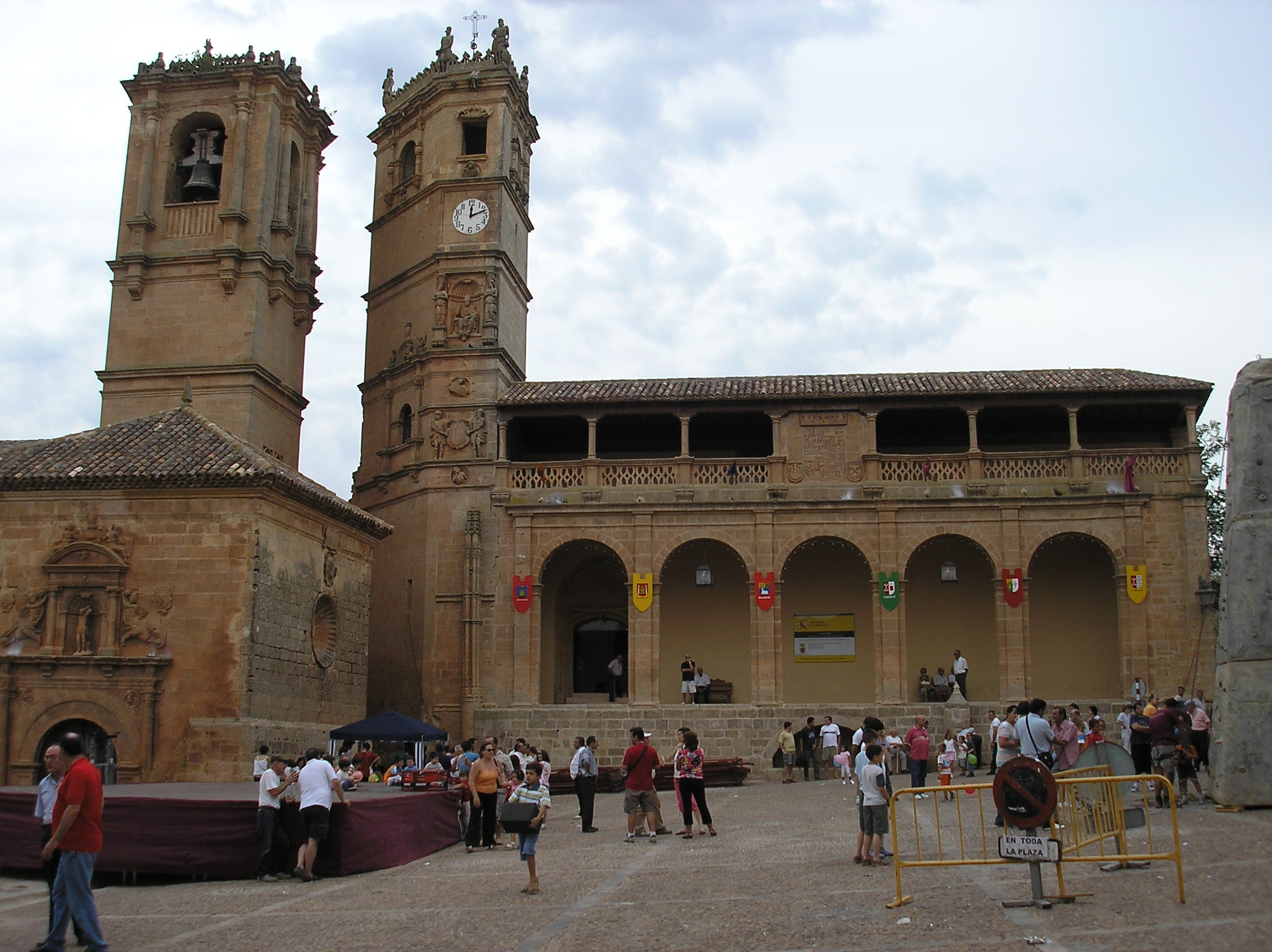
Plaza Mayor de Alcaraz

Declarada conjunto histórico-artístico por decreto de 28 de diciembre de 1945. Domina el conjunto histórico-artístico de Alcaraz. Es un rectángulo irregular, con arquerías en tres de sus lados (las lonjas). Tiene un estilo renacentista uniforme, de clarísima influencia italiana, que hace que el conjunto sea excepcional. Se compone por los siguientes edificios:
- Iglesia de la Santísima Trinidad.
- Torre del Tardón.
- Lonja de Santo Domingo.
- Lonja de la Regatería.
- Ayuntamiento.

#### Iglesia de la Santísima Trinidad y Santa María

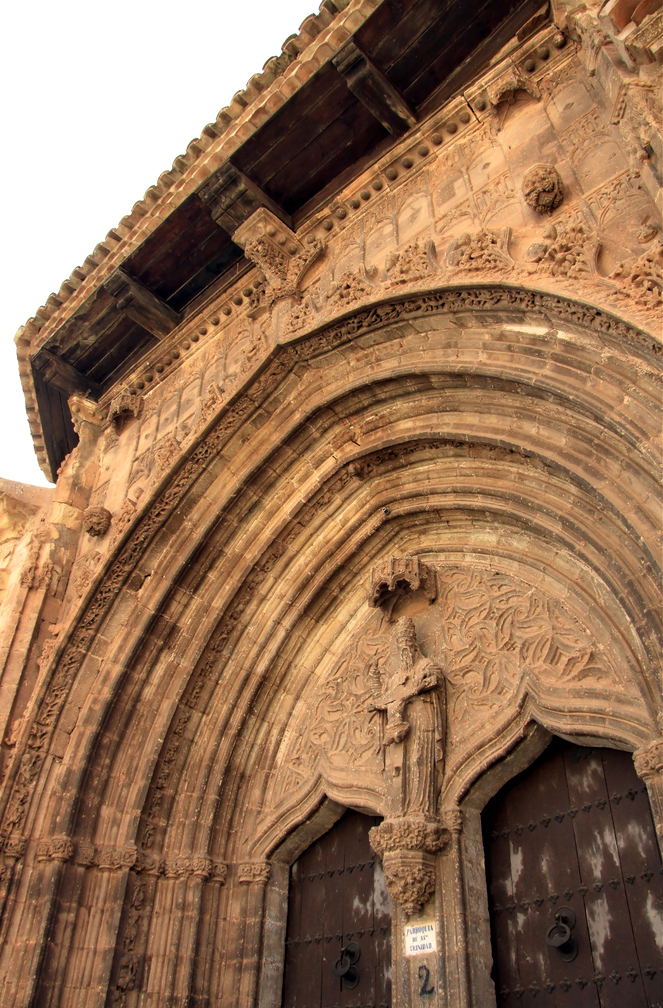
Iglesia de la Santísima Trinidad y Santa María. Portada principal, de estilo gótico flamígero.

Esta iglesia de estilo gótico y renacentista data de los siglos XIV y XV. Es la única parroquia que queda de las doce que hubo en su momento y en la actualidad es sede arciprestal. Su nombre compuesto se explica por la unión de la más nueva de las parroquias alcaraceñas de la Santísima Trinidad, con la primitiva de Santa María que estaba ubicada a intramuros del alcázar. En su interior alberga esculturas góticas y tablas del siglo XVI, así como numerosa imaginería borgoñona, napolitana y sobre todo, salcillesca, conformando el rico museo parroquial. La obra gótica fue finalizada antes de 1492 y en ella trabajó Pedro Cobo. El templo consta de tres naves y cuatro tramos sin crucero, separados por pilares fasciculados. La torre, que se encuentra a los pies de la iglesia, posee un cuerpo, el primero, también de estilo gótico. La portada principal es de un estilo gótico muy avanzado, con decoración flamígera en las arquivoltas.
La parte del siglo XIV fue derruida por el terremoto de Portugal con epicentro en Lisboa. Fue reconstruida posteriormente y tiene tres capillas renacentistas: las capillas de Pedro I el Grande y la capilla de los Ballesteros son obra de Vandelvira; la tercera, la capilla de San Sebastián o Baptisterio, pertenece a la escuela de Andrés de Vandelvira, con una portada de formas manieristas; realizada tras la muerte del arquitecto alcaraceño y cuyo destino era el de sala de solemnidades del concejo, concretamente estrenó su cometido en la jura de lealtad a Carlos I y la proclamación de la emperatriz Isabel como señora de la ciudad.
La iglesia posee además un claustro renacentista que imita fielmente las arcadas de las lonjas de la plaza Mayor.

#### Torre del Tardón (del reloj)
La Torre del Tardón (del reloj) se eleva lindera con la Lonja de Santo Domingo. Se alza justo al lado de la Torre de la Trinidad y forma la imagen más conocida de Alcaraz.

#### Lonja de Santo Domingo
Al más puro estilo de la ‘logia’ italiana del ‘cinquecento’, constituye el resto del antiguo convento de este nombre. Esta lonja tiene cinco arcos, y destaca sobre el arco central una galería superior con un enorme escudo de Felipe II.

#### Lonja de la Regatería o del Corregidor
Con dos galerías de doce arcos cada una.

#### Ayuntamiento o lonja del Alhorí
Es el actual edificio del Ayuntamiento. Consta de dos galerías de cinco arcos cada una.

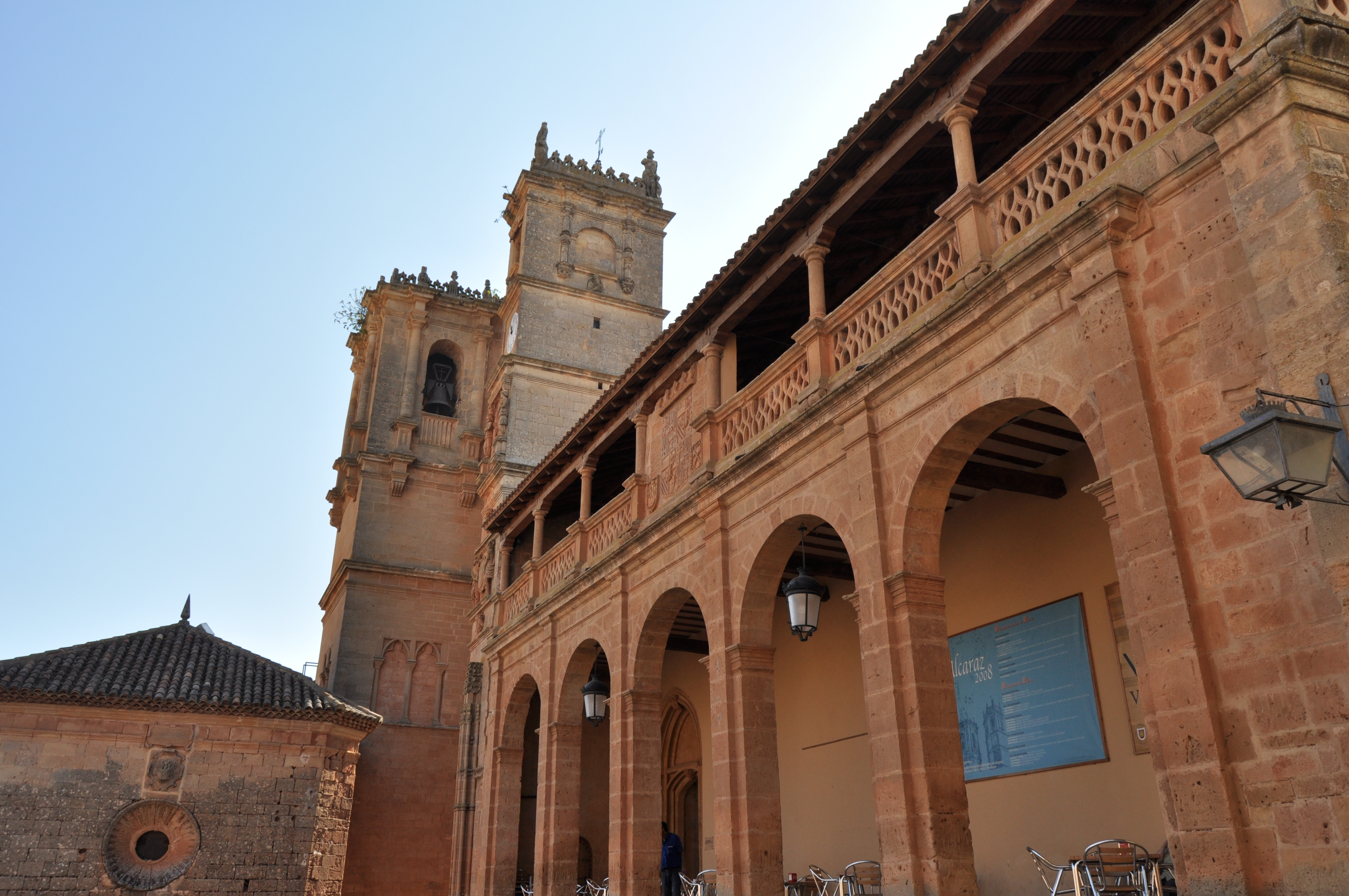
Torres de la Trinidad y del Tardón y lonja de Santo Domingo.
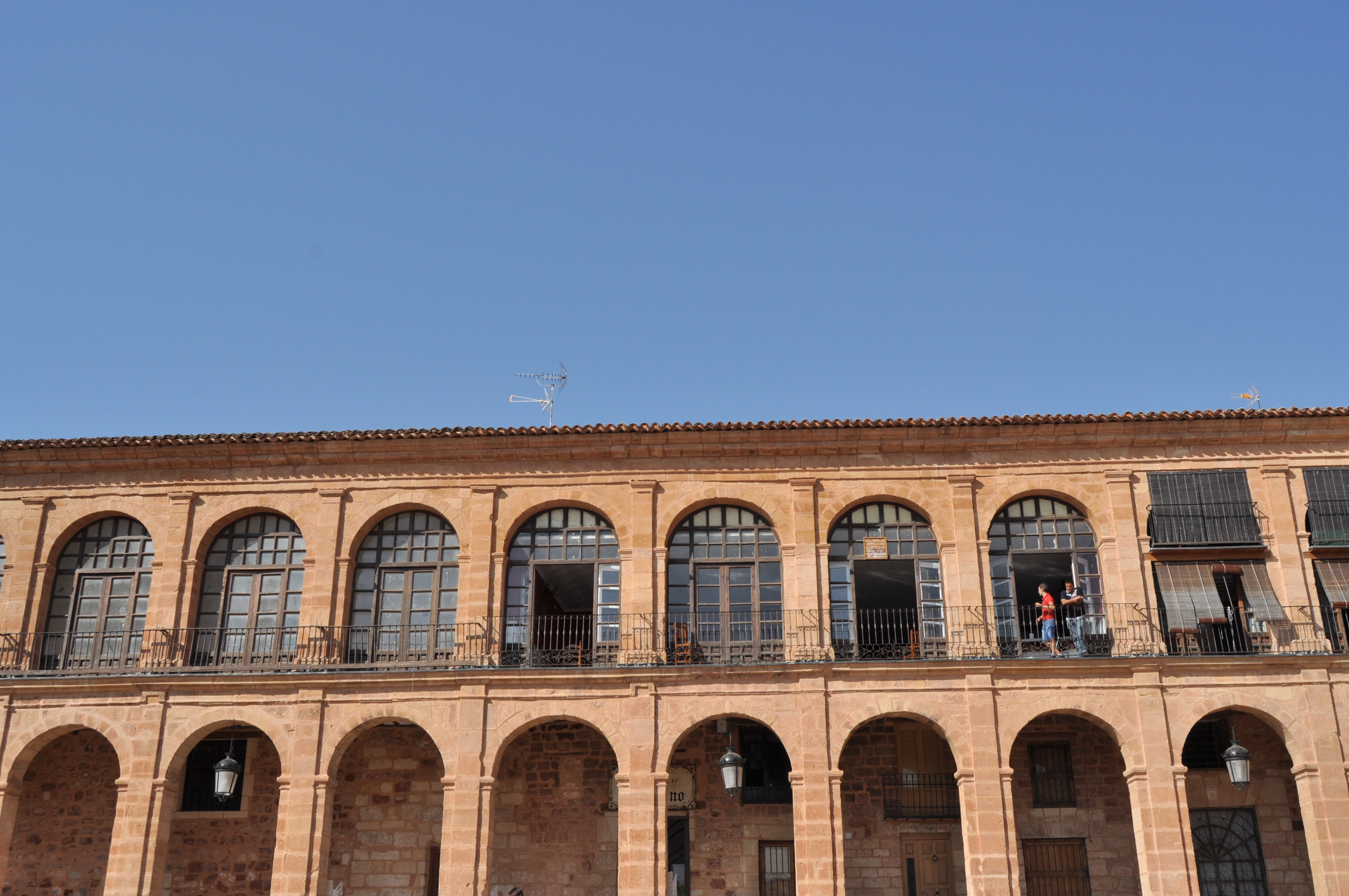
Lonja de la Regatería.
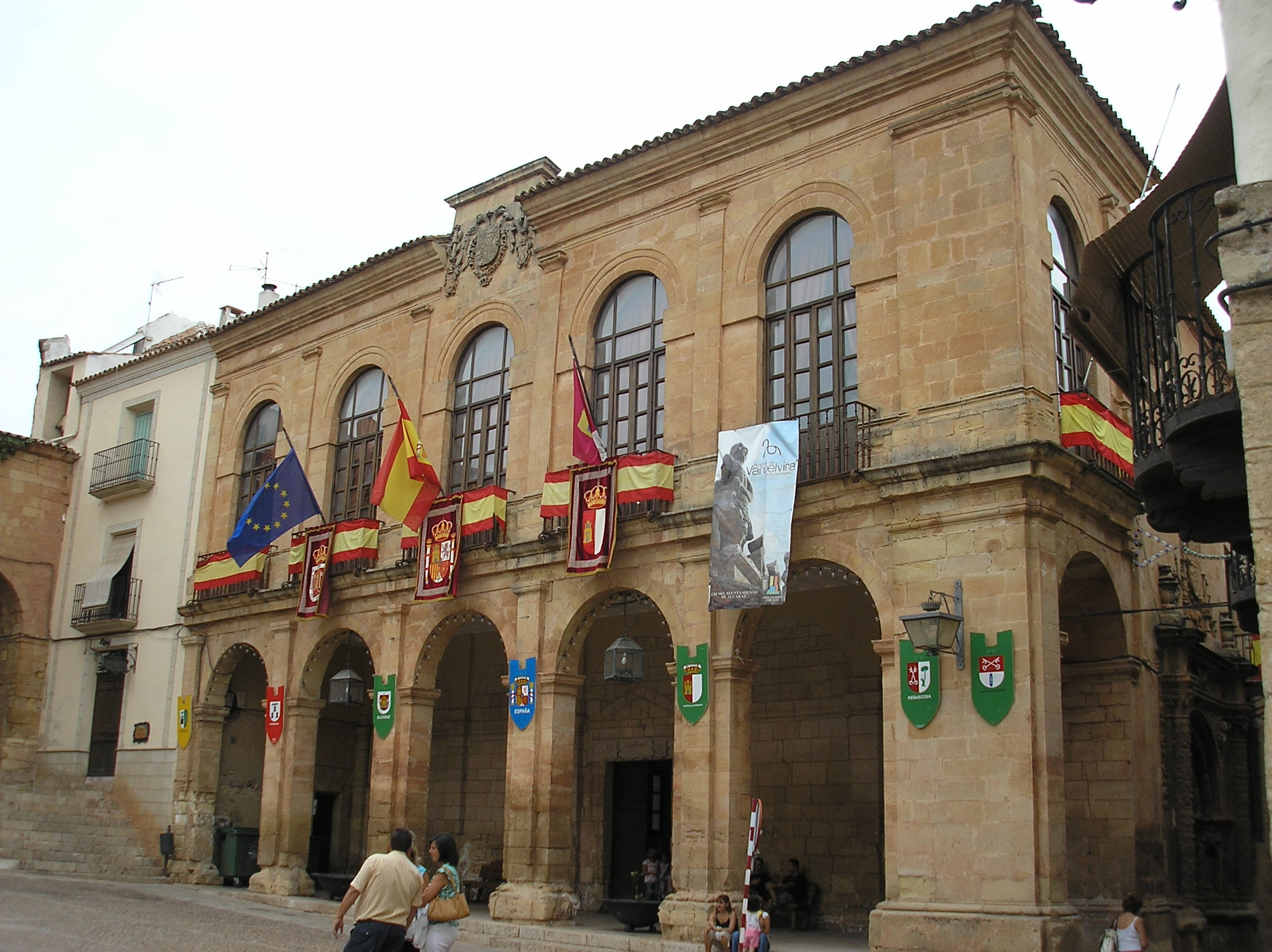
Ayuntamiento de Alcaraz.
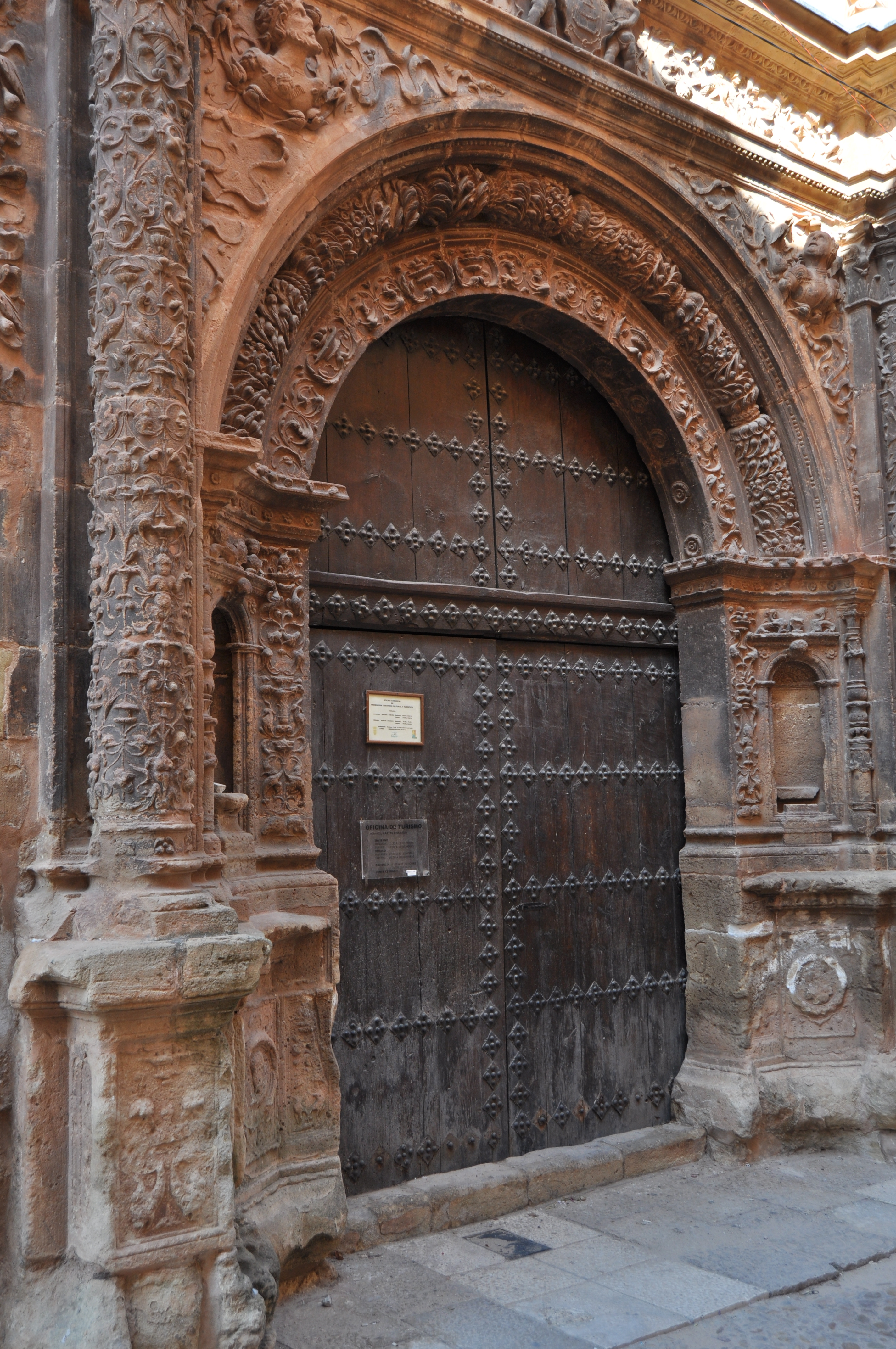
Portada del Alhorí.

### Portada del Alhorí
La portada del Alhorí se levanta en la calle Mayor, contigua al palacio del Ayuntamiento. Es de labra plateresca. Se trata de un arco de medio punto flanqueado por columnas labradas y rematados por elementos arquitectónicos igualmente labrados de forma primorosa. Posiblemente es el monumento más atractivo e importante de la ciudad. Es obra del arquitecto alcaraceño Andrés de Vandelvira.
Actualmente da a las dependencias municipales que acogen la sede de la Oficina de Turismo de Alcaraz.

### Castillo de Alcaraz

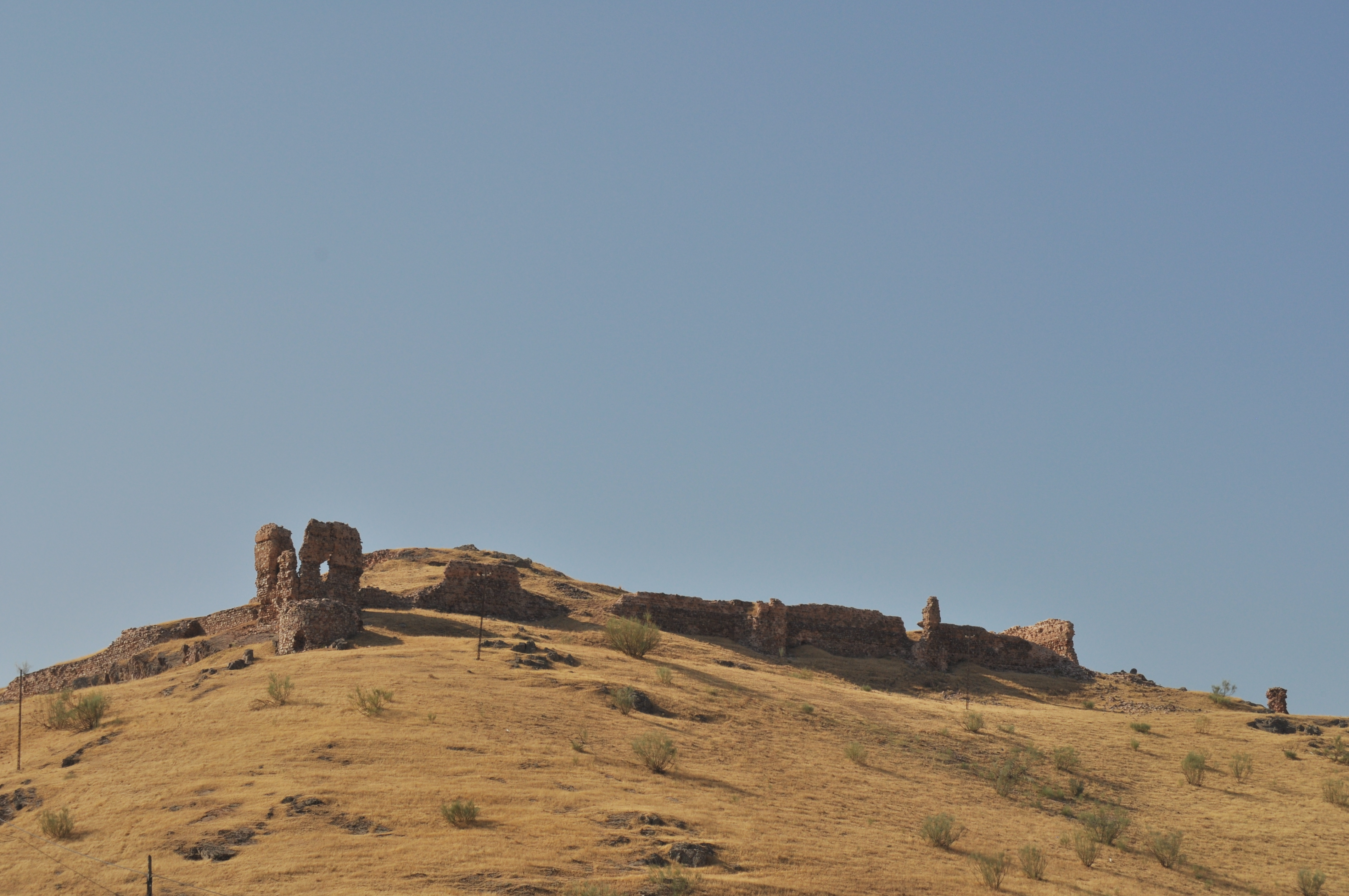
Castillo de Alcaraz.

Se sabe de la existencia del castillo de Alcaraz en el siglo XI, aunque podría haber sido construido un siglo antes, primero como torre de vigía que controlaba el valle del Guadalmena y más tarde como ciudadela fortificada. Dicha ciudadela llega a gozar de la protección de tres murallas, que hoy corresponden a las calles Comedias-Mayor, Barrera y la del mismo alcázar
Tuvo siete puertas principales: puerta de Granada (actual calle de Granada), puerta de las Torres, (actual calle de las Torres, aproximadamente a la altura de la Cruz Verde), puerta de Murcia (actual calle de la Puerta de Morcil) y la puerta Nueva, única que se conserva actualmente y se encuentra al inicio de la calle Mayor, puerta de Santa Ana (en los Cantones), puerta de Montiel (en el recinto del Alcázar), y el postigo de los Frailes (calle Postigo). 
Tras la batalla de Alcaraz, el enclave se configuró como un punto estratégico fundamental en el control castellano del suroeste peninsular.

### Acueducto de Alcaraz

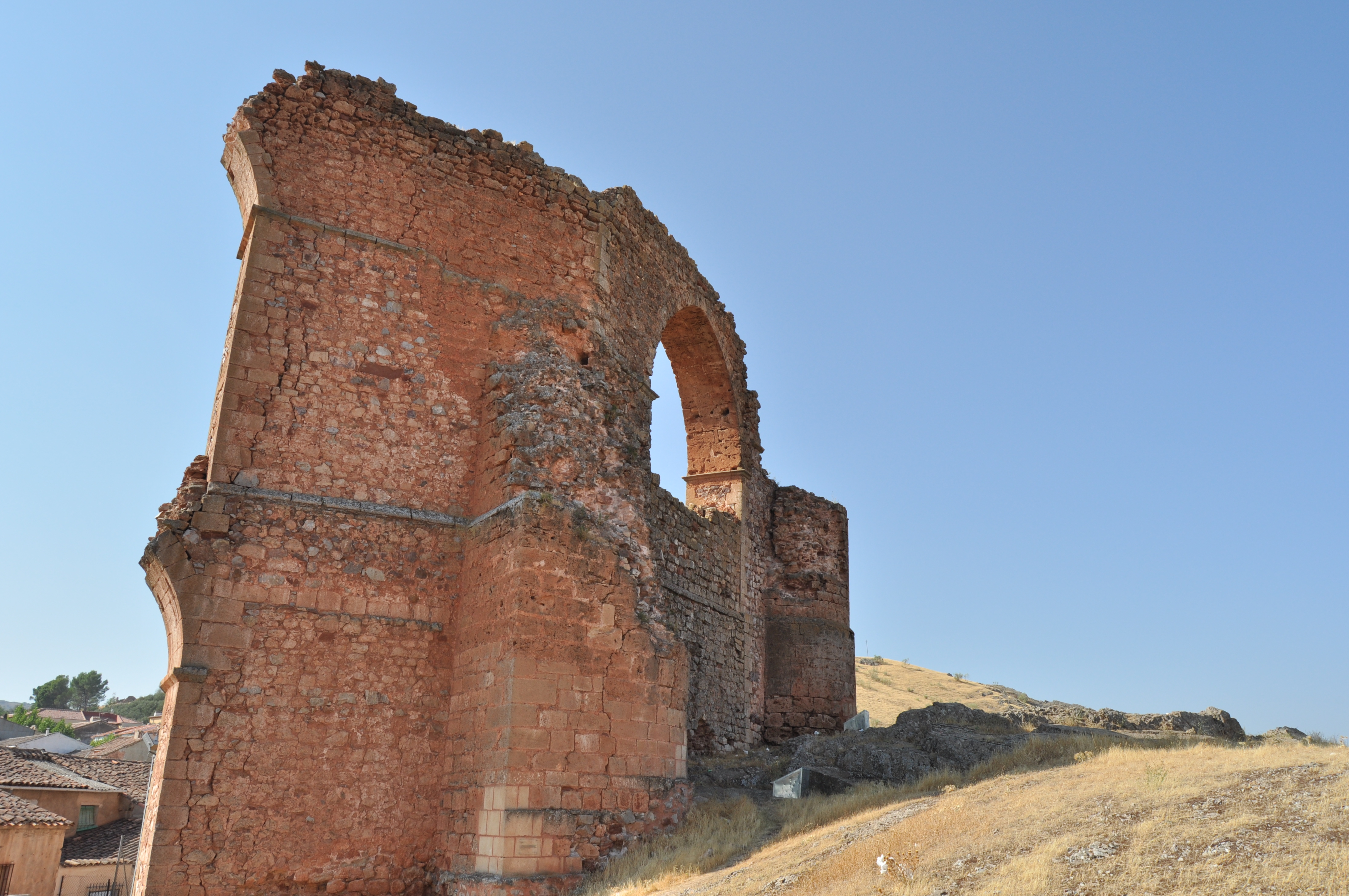
Acueducto de Alcaraz.

El acueducto de Alcaraz se alza en la entrada del pueblo, en el collado existente entre el cerro de San Cristóbal al pie del castillo y el cerro de Santa Bárbara (donde actualmente se eleva el monumento al Sagrado Corazón de Jesús). Es uno de los monumentos más característicos de Alcaraz, formando parte de su fisonomía propia, pues uno de sus grandes arcos se yergue majestuoso sobre el acceso a la población, siendo bien visible desde la carretera N-322.
En 1493 el Concejo de Alcaraz adjudica a Juan de Cózar y a Pedro de Cobo la construcción de unas fuentes, encargando a Gil Díaz las obras, que se realizaron sobre los siglos XVI y XVII pero tuvieron innumerables problemas económicos.
La obra comienza en el río de la Mesta, al principio es una acequia, luego hay un túnel de unos 100 metros de largo, llamado en su época "la contramina" bajo el saliente de La Molata, después continuaba hasta el collado posterior de los cerros de Santa Bábara y Matacaballos donde se levantaban las arcadas del acueducto de los que hoy solo quedan unos pilares y un arco completo.
Lamentablemente se encuentra en estado ruinoso.

### Castillo de Cortes
El castillo de Cortes se encuentra a las afueras del municipio de Alcaraz. Data del siglo XIII (1222); con reformas en el siglo XVIII. Se encuentra muy reformado. Pertenece a la Iglesia católica y se destina a la celebración de actos religiosos. El acceso es libre.
Está protegido por la declaración genérica del Decreto de 22 de abril de 1949, y la Ley 16/1985 sobre el Patrimonio Histórico Español.

### Torre de Gorgojí
La torre de Gorgojí se encuentra junto al río Guadalmena, en el término municipal de Alcaraz. Data del siglo XIII.
Para llegar a ella se ha de tomar la carretera autonómica CM-412 desde la carretera nacional N-322 en dirección a la localidad de Villapalacios.
Se derribó cuando iba a comenzar su restauración.
Es de uso particular y se utiliza como vivienda, pero el acceso es libre.
Está protegida por de la declaración genérica del Decreto de 22 de abril de 1949, y la Ley 16/1985 sobre el Patrimonio Histórico Español.

### Iglesia de San Miguel

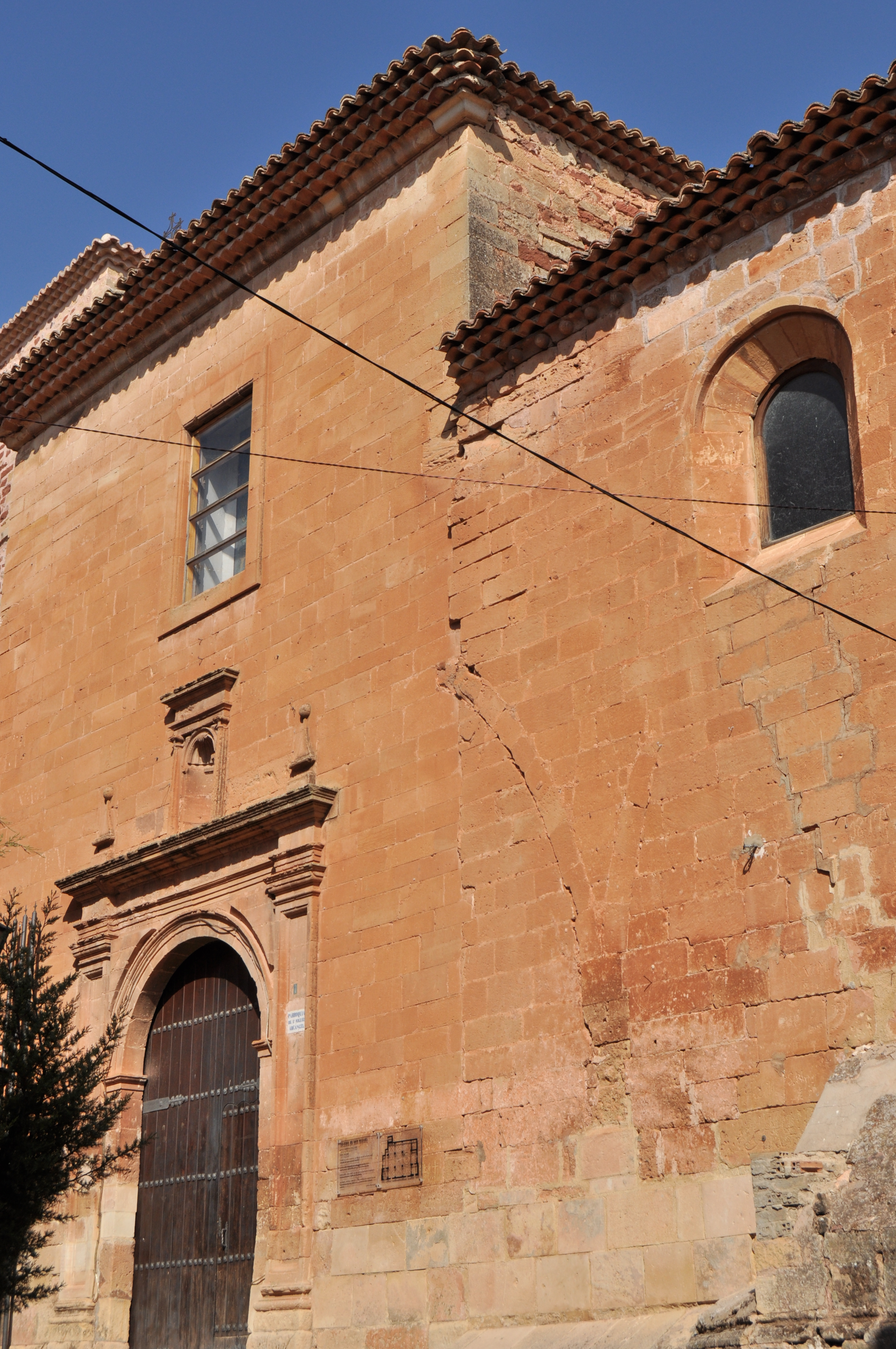
Fachada de la iglesia de San Miguel

La iglesia de San Miguel, al parecer fue fundada tras la conquista de Alcaraz en el siglo XIII; según el historiador alcaraceño Padre Pareja se fundó en 1227. Su fachada principal da a una recoleta plaza en mitad de la calle Mayor, es de arco de medio punto, con pilastras a ambos lados, coronado por un entablamento en cuyos extremos se elevan unas pirámides y en el centro se eleva una hornacina, actualmente vacía.
En la fachada lateral a la calle Mayor hay tres ventanas saeteras de indudable sentido militar, no obstante es un resto de la antigua muralla. La iglesia es de planta rectangular, con tres naves, la central más ancha. En su interior destaca la capilla del Rosario, gótica. Aquí fue bautizado Andrés de Vandelvira y se supone que en la capilla del Rosario están enterrados sus padres.

### Paraje llamado del Santo
Es un paraje situado a unos 6 km del núcleo urbano, donde se encuentran los restos de un antiguo poblado íbero, no explorado ni excavado; también hay ruinas de una iglesia gótica y unas tumbas talladas en la roca. Es un paraje singular donde el visitante retrocede en el tiempo.

## Real Monasterio y Santuario de Cortes

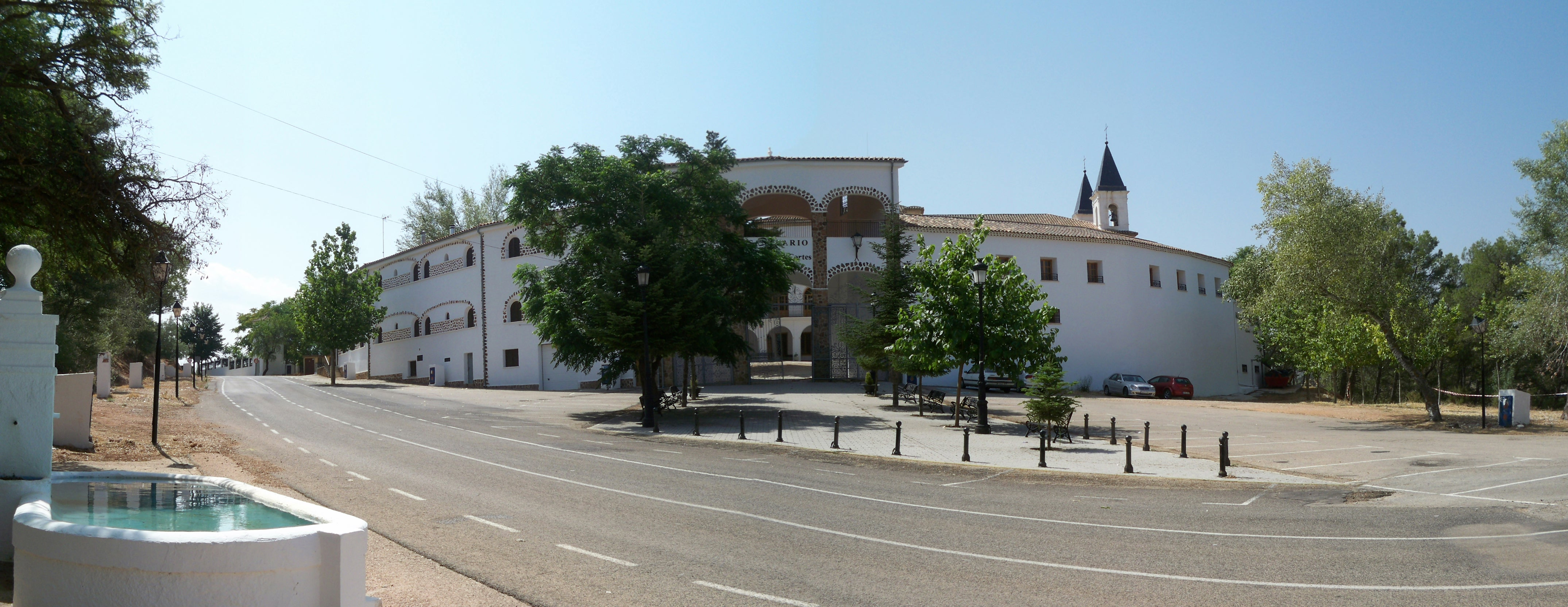
Real Monasterio de Nuestra Señora de Cortes de Alcaraz.

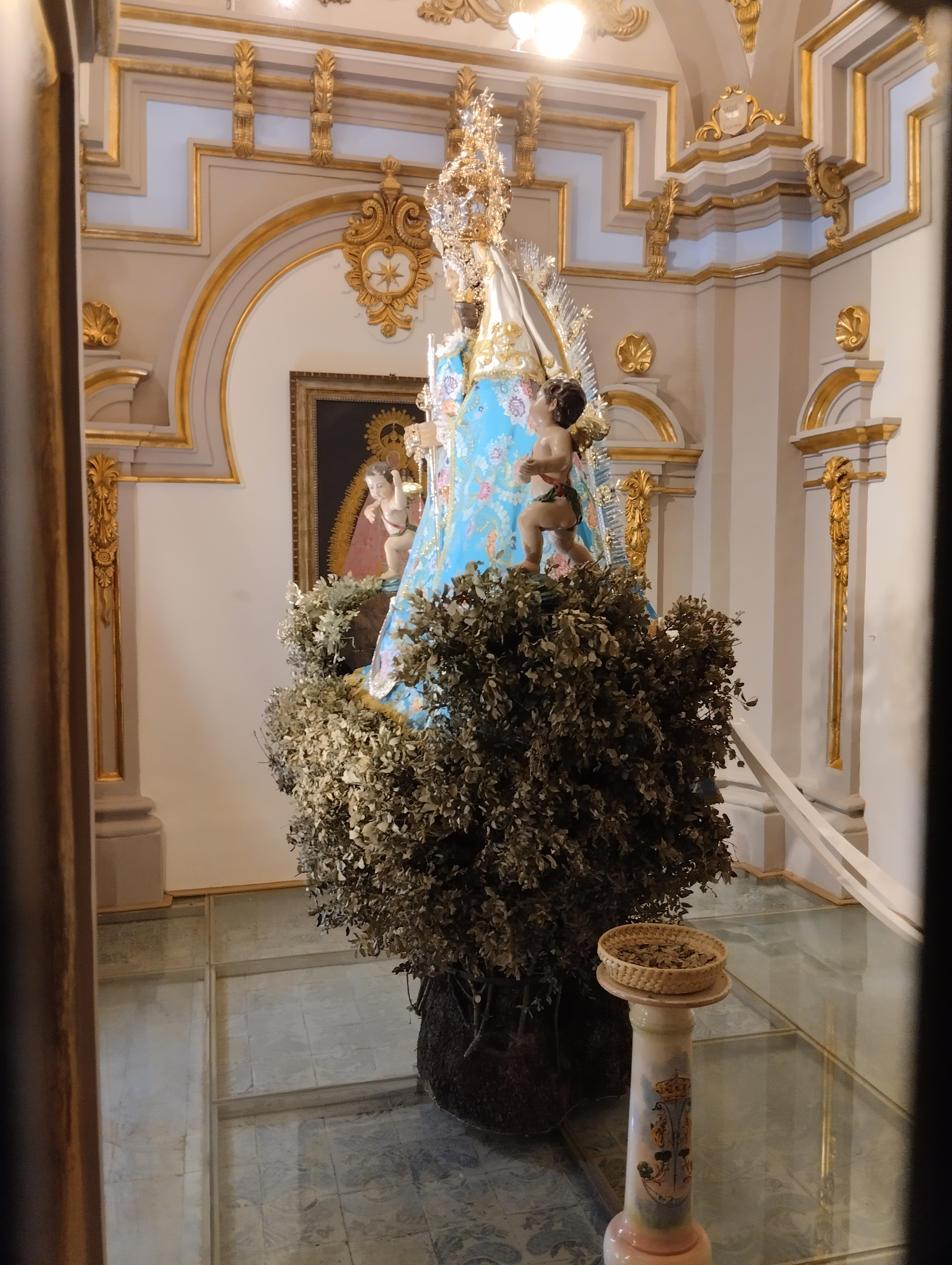
Imagen de Nuestra Señora de Cortes, patrona de Alcaraz.

El Real Monasterio y Santuario de Cortes, sumergido en atisbos legendarios, se ubica en el entorno donde los lugareños sitúan una antigua fortificación popularmente conocida como La Atalaya.
Las crónicas cuentan, además, que dicha atalaya era en realidad el castillo de Carriz, donde el magno rey, Alfonso VIII, se reunió con los reyes Pedro II y Sancho VII, en las primeras Cortes conjuntas de la primigenia España (de diez comunidades autónomas actuales), acordando importantes estrategias y compromisos para la batalla definitiva contra los almohades en las Navas de Tolosa (1212), y la posterior conquista de la fortaleza de Alcaraz (que quedaría a retaguardia). Así fue como dicho asedio duró desde primeros de marzo hasta la segunda mitad del mes de mayo de 1213, consiguiendo, con no poco esfuerzo, tomar para siempre dicha plaza.
Nueve años después, el 1 de mayo de 1222, fue cuando parece que se produjo la aparición de Nuestra Señora, al pastor Francisco Álvarez, natural de Solanilla, en el hueco de una encina. En recuerdo de aquel singular evento se erigió el santuario actual. Otros investigadores afirman que la imagen apareció en Alcaraz Viejo, actual paraje de Los Batanes, y fue trasladada al castillo de Cortes, donde el rey Alfonso X el Sabio estableció su corte durante un tiempo, preparando la definitiva conquista de los territorios murcianos, y construyó en él una bella capilla en la que se celebraban los oficios religiosos para su numeroso séquito palatino.
Existe, además, la posibilidad de que en el mismo castillo, se instalase una nueva comunidad monástica -de ahí que su apelativo de monasterio- de la Orden de la Santísima Trinidad y de Redención de Cautivos (fundación de origen provenzal, de inicios del siglo XIII, pionera para aquel tiempo), con gran éxito como intermediadora de los sucesivos conflictos entre las tropas cristianas y moriscas (la “Cruz Roja” del medievo). Orden ampliamente extendida por España y por toda La Mancha y Murcia, que difundió la actual imagen con iconografía característica “trinitaria” (capa triangular y cuernos a los pies), a semejanza de otras imágenes parecidas: Virgen de Los Llanos de Albacete, Virgen de Los Remedios de La Roda, Virgen de la Fuensanta de la ciudad de Murcia, etc.
Hasta hace unos años ha albergado la comunidad religiosa de Dominicas de la Unidad y su Instituto Ecuménico, ahora trasladado a la capital. El lugar es de máximo abolengo popular y tradicional como lugar de peregrinación desde los distintos puntos de La Mancha y de Andalucía Oriental, que cada 8 de septiembre, concentra a una numerosa multitud en romería junto a este santuario.

## Fiestas
- San Antón: 17 de enero. Fin de semana inmediatamente posterior.
- Mercado Medieval: último fin de semana de abril.
- Mayos en honor a la Virgen de Cortes: 30 de abril y 1 de mayo.
- Fiestas patronales: del 4 al 9 de septiembre, en honor a Nuestra Señora de Cortes.
- Romería de Nuestra Señora de Cortes: 1 de mayo, 26 de agosto y 8 de septiembre.
- El patrón es San Ignacio de Antioquía, cuya festividad se celebra (Ortus Ordo) el 1 de febrero.

## Vía verde
La antigua línea ferroviaria Baeza-Utiel, que nunca llegó a utilizarse, ha sido reconvertida en vía verde. En la actualidad parte desde Alcaraz hasta la capital, Albacete, más o menos paralela a la carretera nacional N-322. Tiene una longitud de 106,150 km. Consta de veinticinco túneles (el más largo de 750 m) y cuatro viaductos. Comunica Los Llanos de La Mancha con la sierra albacetense y es de especial interés para los romeros que acuden al Real Monasterio de Cortes.

## El Pernales y Alcaraz

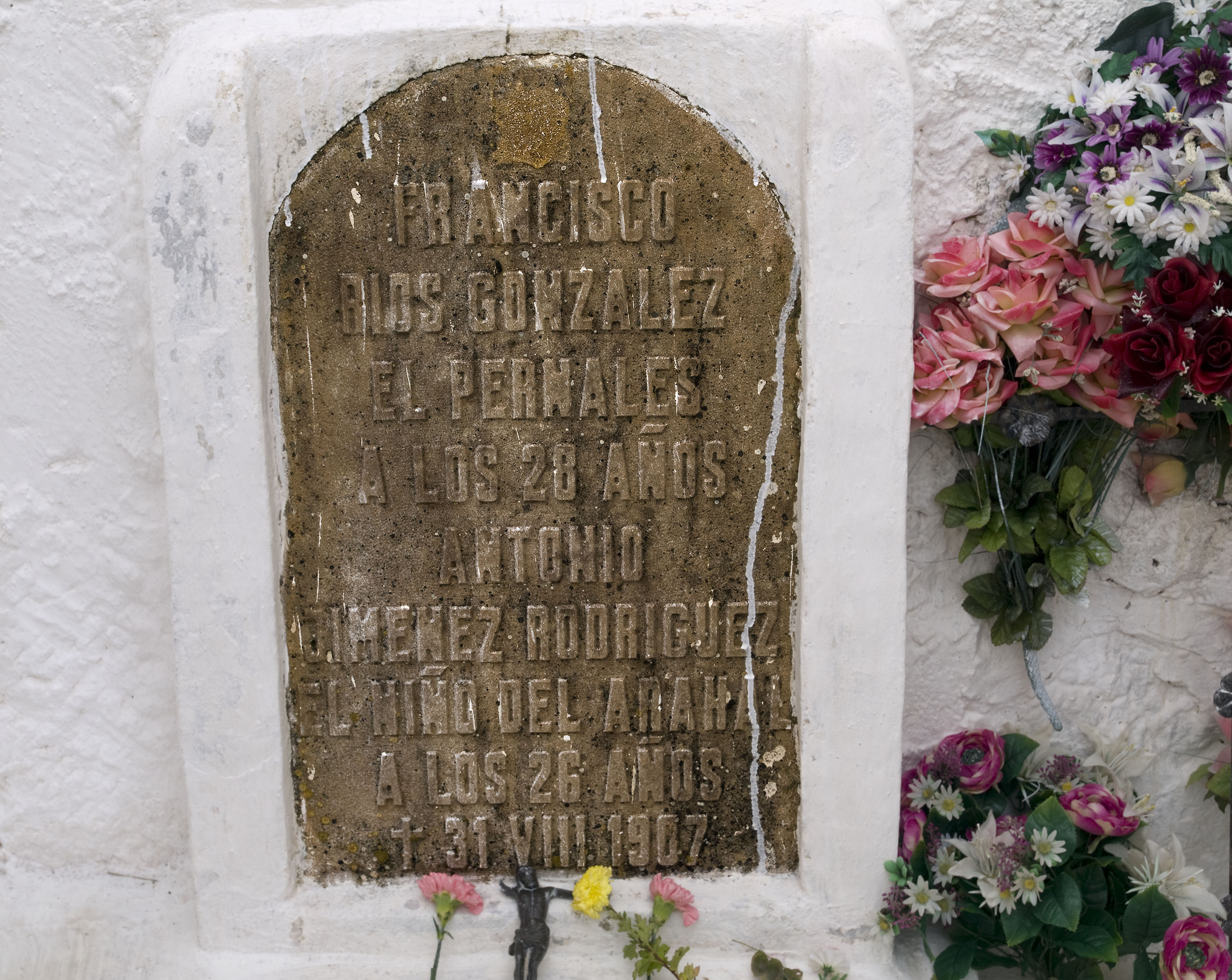
Tumba de El Pernales y El Niño del Arahal en Alcaraz.

Francisco Ríos González, alias "El Pernales" (Estepa, 23 de julio de 1879-Villaverde de Guadalimar, 31 de agosto de 1907), fue el último bandolero andaluz y cobró fama a principios del siglo XX. La reciente tradición y el folklore popular albacetense de los años 1970 lo describen como un “bandolero bueno”, creándole incluso un famoso romance, aunque muy alejado de la realidad.
El caso es que esta figura está unida a la localidad de Alcaraz únicamente por las circunstancias de su muerte. Ante el acoso de la Guardia Civil, el Pernales, junto a su compañero El Niño del Arahal, intentan huir a Valencia y embarcarse con destino a América, para lo cual, decide salir de Andalucía por las fragosas sierras de Cazorla, Segura y Alcaraz. En agosto de 1907, en las inmediaciones de la localidad de Villaverde de Guadalimar el Pernales es reconocido y denunciado a la Guardia Civil. El 31 de agosto de 1907 en el paraje del arroyo del Tejo, cerca de esta población, en lo más profundo de la sierra de Alcaraz, ambos bandoleros fueron sorprendidos por el teniente Haro y sus hombres mientras comían, y tras un tiroteo por ambas partes, cayeron los dos bandidos muertos a tiros. Los cuerpos sin vida de ambos son llevados a Bienservida y posteriormente a Alcaraz, donde se inicia el correspondiente proceso judicial. Ambos son enterrados en el cementerio municipal de Alcaraz, y todavía hoy se puede ver su tumba, en uno de los muros de dicho cementerio, en el antiguo castillo. Hay una tradición en Alcaraz que dice que su tumba siempre se encuentra con flores.